# Prealbúmina fijadora de tiroxina
La prealbúmina fijadora de tiroxina o transtirretina es una proteína de unión al retinol. Como proteína transportadora de hormonas tiroideas se encuentra presente en concentraciones más altas que la globulina fijadora de tiroxina (TBG) pero no se une a la T3 y se une a las hormona T4 con menor avidez.

## Función
La concentración plasmática normal de T4 unida proteínas suele ser del 99.97%. Dado que la hormona libre (0.03%) es la fracción activa biológicamente y susceptible de eliminación, el grado de unión a proteínas al que contribuye la presencia de la transtirretina asegura una prolongación de la vida media y la existencia un pool de reserva de levotiroxina.